# Samuel Laing (1812-1897)
Pour les articles homonymes, voir Samuel Laing.
Samuel Laing, (12 décembre 1812 - 6 août 1897), est un administrateur de chemin de fer britannique, homme politique et écrivain sur la science et la religion de l'époque victorienne.

## Biographie
Samuel Laing est né le 12 décembre 1810 à Édimbourg, en Écosse. Il est le neveu de Malcolm Laing, l'historien de l'Écosse; et son père, également appelé Samuel Laing (1780–1868), est un auteur bien connu, dont les livres sur la Norvège et la Suède ont attiré beaucoup d'attention. Samuel Laing le jeune entre au St John's College de Cambridge en 1827 et, après avoir obtenu son diplôme de Wrangler et le Prix Smith, est élu membre . Il est resté temporairement à Cambridge en tant que coach, avant d'être admis au barreau en 1837.
Il devient secrétaire particulier d'Henry Labouchere (1er baron Taunton), qui est alors président de la chambre de commerce. En 1842, il est nommé secrétaire du département des chemins de fer et conserve ce poste jusqu'en 1847. Il est alors devenu une autorité des chemins de fer et est membre de la Dalhousie Railway Commission; c'est sur sa suggestion que le taux « parlementaire » d'un sou par mile est institué. En 1848, il est nommé président et directeur général du London, Brighton and South Coast Railway (LB & SCR), et son sens des affaires se manifeste dans la prospérité largement accrue de la ligne. Il est également devenu président (1852) de la compagnie de Crystal Palace, mais prend sa retraite des deux postes en 1855.
En 1852, il est élu au Parlement comme candidat du Parti libéral à Wick Burghs. Après avoir perdu son siège en 1857, il est réélu en 1859 et nommé secrétaire financier au Trésor et en 1860, il est nommé ministre des finances en Inde. À son retour d'Inde, il est réélu au Parlement pour Wick en 1865. Il est battu en 1868, mais en 1873, il est réélu pour les Orcades et les Shetland, et conserve son siège jusqu'en 1885. Au début de 1867, il est élu au conseil d'administration du Great Eastern Railway qui, à ce moment-là, glissait vers la mise sous séquestre. Le 1er juillet, la veille de la mise sous séquestre du GER, il est reconduit dans ses fonctions de président de la ligne de Brighton, qui est sur le point de faire faillite à la suite des plans d'expansion trop ambitieux du président précédent. Il occupe ce poste jusqu'en 1896 et restaure progressivement la santé financière de l'entreprise . Il est également président du Railway Debenture Trust et du Railway Share Trust .
Bien que souvent présenté comme le père de la romancière Mary Eliza Kennard (1850–1936), cela est contesté . Cependant, les entrées de naissance au bureau d'enregistrement général pour ses fils Lionel Edward Kennard et Malcolm Alfred Kennard ont tous deux Laing comme nom de jeune fille de la mère. En outre, la transcription de l'enregistrement paroissial de son mariage avec Edward Kennard le 19 avril 1870 à l'église Saint-Nicolas, Brighton lui donne le nom de Mary Eliza Laing, fille de Samuel Laing.
Plus tard, il est devenu bien connu en tant qu'auteur, ses Modern Science and Modern Thought (1885), Problems of the Future (1889) et Human Origins (1892). L'attitude de Laing est généralement positive vis-à-vis des nouveaux développements scientifiques et il offre une vision optimiste de la modernité progressive. Il a également écrit sur la religion. Son livre A Modern Zoroastrian soutient que l'ancienne religion du zoroastrisme est plus conforme à la pensée scientifique moderne que le christianisme traditionnel. Il soutient que le "principe omniprésent de polarité" qui est la pensée zoroastrienne centrale est confirmé par la science, et que le christianisme moderne devrait abandonner sa théologie traditionnelle pour se concentrer sur la figure de Jésus comme idéal de l'humanité.
Il est décédé le 6 août 1897 à Sydenham, en Angleterre, et est enterré au Brighton Extra Mural Cemetery.